# Rio Suz
O Rio Suz ou Sus (em francês: Oued Souss) é um uádi do sul de Marrocos que dá nome à região histórica homónima e à divisão administrativa atual de Souss-Massa-Drâa. Nasce nas montanhas do Alto Atlas perto de Tarudante, junto ao Jbel Toubkal, a montanha mais alta do Norte de África, e desagua no Oceano Atlântico alguns quilómetros a sul de Agadir e a oeste de Inezgane depois de atravessar a planície do Suz.
Juntamente com a foz do Massa, a foz do Suz é uma área classificada como Zona Húmida de Importância Internacional (Ramsar) pela sua riqueza em avifauna. Situada junto às cidades de Inezgane e Agadir, a foz do Suz é o limite setentrional do Parque Nacional de Souss-Massa.
O Parque Nacional de Souss-Massa abriga mais de 270 espécies de aves, incluindo o ameaçado íbis-eremita (Geronticus eremita) e a pardilheira (Marmaronetta angustirostris). A área serve como local de passagem, invernada e nidificação para diversas espécies migratórias.